# Do You Ever Think Of Me
«Do You Ever Think Of Me?» es el primer sencillo del exmiembro de uno de los grupos más exitosos del panorama Pop del Reino Unido Blue, Antony Costa.

## Sencillo
«Do You Ever Think Of Me?» fue publicado el 6 de febrero del 2006 en el Reino Unido y en Irlanda; y el 7 de febrero en todo el mundo.
El sencillo fue publicado por la discográfica independiente inglesa Globe Records UK, en el que Antony Costa obtuvo un contrato discográfico para grabar un disco, titulado "Heart Full Of Soul", del que no consiguió ningún éxito, por la falta de promoción por parte de la discográfica inglesa. Debido a estos malos resultados, Antony fue despedido y emprendió una larga lucha para poder seguir en el mundo de la música. Le llegó un contrato de un musical "Blood Brothers", y lo aceptó, consiguiendo el éxito de nuevo, debido a que el musical fue uno de los más exitosos del 2006 en el Reino Unido.
El sencillo «Do You Ever Think Of Me?» llegó al Top 20 en todos los países en los que se publicó, a excepción de Grecia, que sólo llegó al #30 y en Bélgica, al #23. En el resto de los países, consiguió tener buen éxito, a pesar de que más tarde, su disco fraguaría por la mala promoción de su discográfica.

## Reedición
El sencillo fue reeditado en toda Asia (incluyendo China, Japón e Israel, países donde anteriormente fue publicado el sencillo) en febrero del 2007 vía Polydor, obtiendo mejores resultados que en la primera vez, siendo todo un éxito de ventas, vendiendo más de 500,000 singles en total.
El sencillo consiguió copar el #1 en países como Filipinas o Indonesia, y #2 en China o Israel.

## Canciones
CD 1
1. Do You Ever Think Of Me?
2. Shine Your Light

CD 2
1. Do You Ever Think Of Me?
2. Runaway Train
3. Learn To Love Again
4. Do You Ever Think Of Me? [VideoClip]

CD 3
1. Do You Ever Think Of Me?
2. Runaway Train
3. Learn To Love Again
4. Shine Your Light
5. Sacrifice featuring D-Side
6. Do You Ever Think Of Me? [VideoClip]

## Posiciones en las listas
| Listas (2006)                  | Posición |
| ------------------------------ | -------- |
| UK Top 75 Singles              | 19       |
| Ireland Singles Charts         | 20       |
| Germany Singles Charts         | 10       |
| Austria Top 40 Singles         | 8        |
| France Top 100 Singles         | 11       |
| The Netherlands Top 50 Singles | 20       |
| Italy Singles Chart            | 12       |
| Israel Singles Chart           | 10       |
| China Singles Chart            | 10       |
| Japan ORICON Singles Charts    | 11       |
| Norway Top 40 Singles          | 20       |
| Belgium Singles Charts         | 23       |
| Greek Top 20 Singles           | 30       |

| Listas (2007)                | Posición |
| ---------------------------- | -------- |
| Israel Singles Chart         | 2        |
| China Top 100 Singles        | 2        |
| Japan ORICON Top 100 Singles | 2        |
| Singapore Top 50 Singles     | 1        |
| Malaysia Top 20 Singles      | 1        |
| Indonesian Top 20 Singles    | 1        |
| Filipinas Top 20 Singles     | 1        |

- Datos: Q3712377